# Veias retais médias
As veias retais médias são veias da pelve.